# ヨーロッパヤマネ
ヨーロッパヤマネ（Muscardinus avellanarius）は、齧歯目ヤマネ科ヨーロッパヤマネ属に分類される齧歯類。ヨーロッパヤマネ属の唯一の現存種である。体長6-9cmで、5.7-7.5cmの尾を持つ。体重は17-20gであるが、冬眠の前には30-40gに増える。10月から4-5月にかけて冬眠する。
北ヨーロッパから小アジアに分布する。ブリテン諸島に生息する唯一のヤマネ科の動物であり、単にDormouseとも呼ばれる。
イギリスにおける分布は、National Biodivestity Networkのウェブサイトで見ることができる。

## 分布
アルバニア、イギリス、イタリア、ウクライナ、エストニア、オーストリア、オランダ、ギリシャ、クロアチア、スウェーデン、スイス、スロバキア、スロベニア、セルビア、チェコ、デンマーク、ドイツ、トルコ、ハンガリー、フランス、ブルガリア、ベラルーシ、ベルギー、ポーランド、ボスニア・ヘルツェゴビナ、マケドニア、モルドバ、モンテネグロ、ラトビア、リトアニア、ロシア
模式標本の産地（模式産地）はスウェーデン。

## 概要
イギリスには、毛に覆われた尾を持つ小型哺乳類は本種しかいない。金色や茶色の毛皮で、目は大きく黒い。夜行性で、起きている時間の大部分を木の枝の上で餌を探して過ごす。危険を避けるため、地面には滅多に降りない。

## 行動
冬になると森の落ち葉の下に作った巣の中で冬眠する。春に目覚めると、スイカズラ属の樹皮、葉、草等で編んだ巣を作る。気候が寒く食糧が少ない時には、ボール状に丸くなって眠り、エネルギーを節約する。その生涯の大部分を寝て過ごす。通常、巣から70m以上は動かない。
ハシバミ類の果実の殻に綺麗な丸い穴が開いていることがあるが、これはヤマネ類、モリネズミ類、ハタネズミ類などの動物がいることを意味する。リスやカケス等のその他の動物は、殻を完全に2つに割ってしまうか、ギザギザの穴を開ける。
さらに詳しく観察すると、穴の内側の縁に歯型が付いている。穴に対して角度が付いているのがヤマネ、平行ででこぼこの跡がついているのがモリネズミ、平行ででこぼこの跡がついていないのがハタネズミによるものである。

## 食糧
ヨーロッパヤマネは季節ごとに樹木性の様々なものを餌とする。
- 花に含まれる蜜や花粉
- 果実 - ベリーやナッツ
- 昆虫 - 特にアブラムシやケムシ
- 若い葉の芽
- ハシバミ属 - 冬眠前の主要な食糧、虫も多く生息する
- シデやスピノサスモモの果実

## 利用する植物
- セイヨウハシバミ:主食
- オーク:昆虫と花を食べる。ドングリは利用しない。
- セイヨウスイカズラ:幹を巣、花と果実を食用にする。
- キイチゴ:花と果実を保存食、とげを巣の防御にする。
- セイヨウカジカエデ:昆虫と花粉を食べる。
- イチイ:果実
- シデ:種子
- エニシダ:花
- サルヤナギ:未熟の種子、昆虫
- カバノキ:種子
- クリ:果実、花
- スピノサスモモ:果実
- サンザシ:花、果実[7]

## 天敵
- 捕食:ヨーロッパアナグマ、アカギツネ、オコジョ、イタチ
- 踏み付け:シカ、人間
- 食糧の競合:リス